# 冷震金

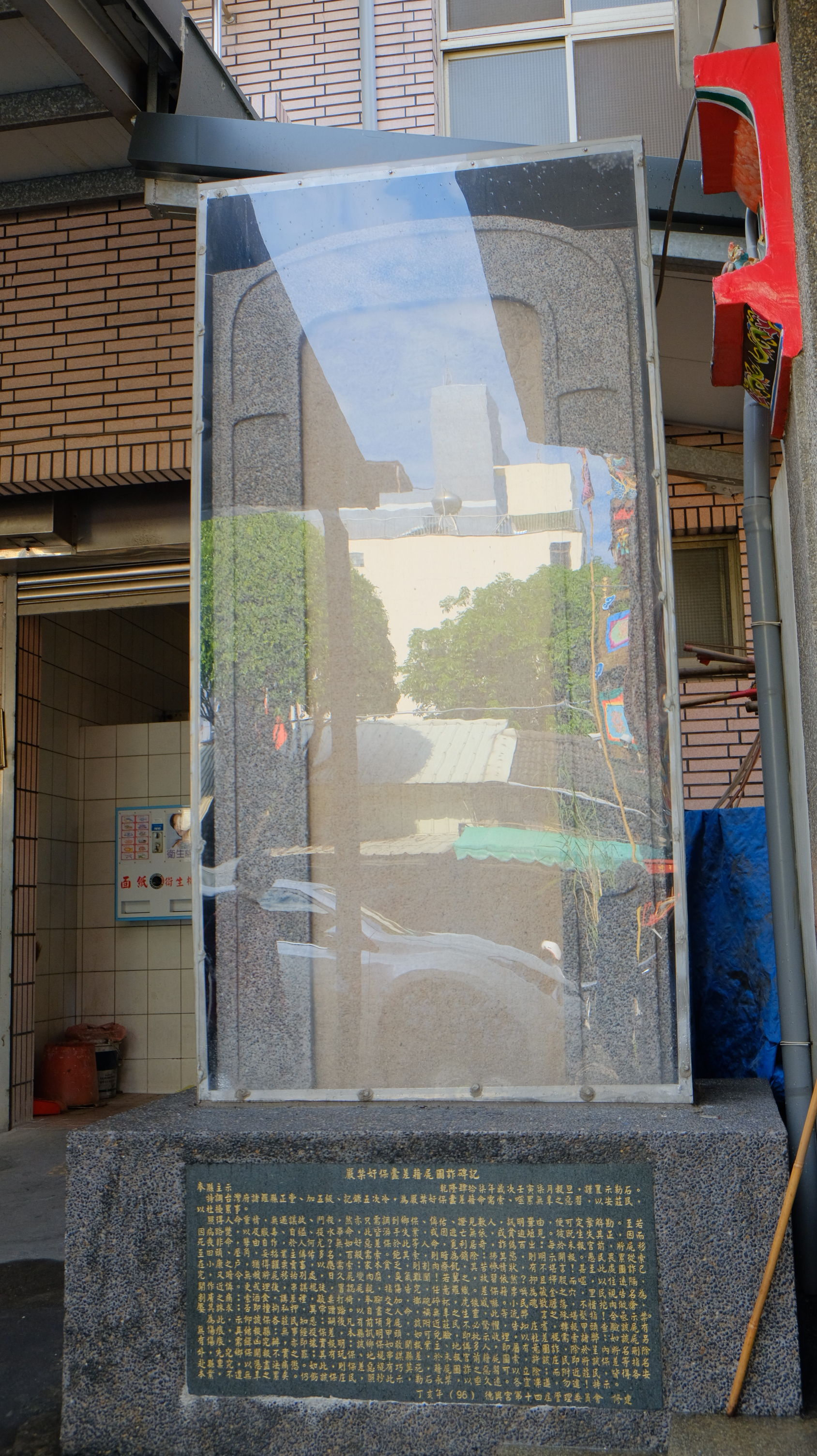
諸羅縣正堂冷震金所立 嚴禁奸保蠹差藉屍圖詐碑記

冷震金，中國清朝官員，江蘇上元縣人。舉人出身。
曾任霞浦县、同安县知县，乾隆四十六年（1781年），冷震金接替楊慰，擔任臺灣府諸羅縣知縣。掌管今嘉義縣、嘉義市、雲林縣一帶政事。乾隆四十七年（1782年）農曆七月，冷震金立嚴禁奸保蠹差藉屍圖詐碑，今存於虎尾德興宮前。同年八月，彰化莿桐腳庄漳泉械鬥，知縣冷震金不予嚴懲，希圖事件自然平息，然而亂事延宕三個月始平。
乾隆四十八年（1783年），他因坐視漳泉械鬥爆發而遭革職查辦。